# Euplexaura curvata
Euplexaura curvata är en korallart som beskrevs av Kükenthal 1908. Euplexaura curvata ingår i släktet Euplexaura och familjen Plexauridae. Inga underarter finns listade i Catalogue of Life.